# Hexansäureethylester
Hexansäureethylester, auch Ethylhexanoat, gehört zu der Gruppe der Fruchtester und ist das Produkt der Veresterung von Capronsäure und Ethanol.

## Vorkommen
Hexansäureethylester entsteht u. a. bei Gärungsprozessen und kommt so z. B. in Bier, Wein und Fruchtsäften aus Zitrusfrüchten vor. Natürlich kommt Hexansäureethylester auch in Moschus- und Wald- und Kultur-Erdbeeren vor.

## Eigenschaften
Hexansäureethylester ist eine farblose, brennbare Flüssigkeit mit mildem Weingeruch. Sie löst sich nur wenig in Wasser, gut dagegen in Ölen, Ethanol und Diethylether.

## Verwendung
Wie die meisten Ester hat Hexansäureethylester einen fruchtigen Duft mit mildem Weinaroma und wird für viele natürliche Aromen in verschiedenen Lebensmitteln (z. B. Äpfel-, Bananen- und Rumaroma) verwendet.